# Kanton La Tremblade
Canton de La Tremblade je francouzský kanton v departementu Charente-Maritime v regionu Poitou-Charentes. Jeho střediskem je město La Tremblade. Dělí se na 6 obcí.

## Obce
- Arvert
- Chaillevette
- Étaules
- La Tremblade
- Les Mathes
- Saint-Augustin